# Javier Muñoz
Javier Muñoz, né le 22 mai 1992 à Madrid, est un handballeur professionnel espagnol.
Il mesure 1,92 m et pèse 86 kg. Il joue au poste d'ailier droit pour le club du Pays d'Aix UC depuis la saison 2020-2021.

## Biographie
Originaire de Madrid, Javier Muñoz intègre le centre de formation du CB Alcobendas avant de passer professionnel au sein du club voisin du BM Toledo en 2010. Après trois saisons, il rejoint le club du CB Logroño, grande écurie en Espagne. En 2019, il part en Slovaquie du côté du HT Tatran Prešov mais se verra prêté la même saison au Füchse Berlin . En 2020, il signe pour le Pays d'Aix UC où il évolue encore actuellement. 

## Palmarès

### CB Logroño
- Finaliste de la Coupe du Roi en 2017 et 2018

### HT Tatran Prešov
- Vainqueur du Championnat de Slovaquie en 2020
- Vainqueur de la Coupe de Slovaquie en 2020